# 八代市立河俣小学校坂より上分校

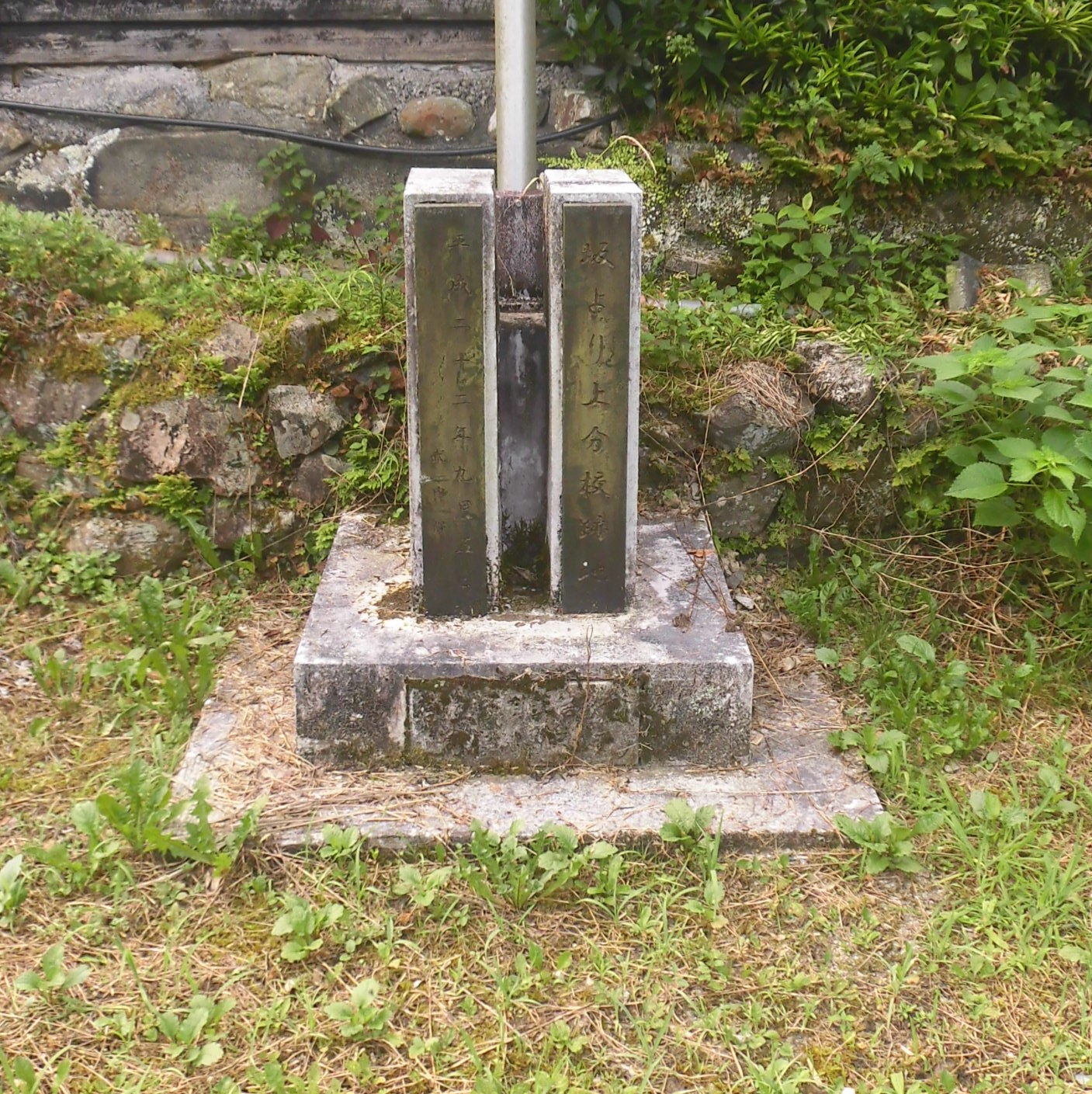
閉校記念碑

八代市立河俣小学校坂より上分校（やつしろしりつ かわまたしょうがっこうさかよりうえぶんこう）は、かつて熊本県八代市東陽町河俣にあった公立の小学校分校。

## 概要
歴史
1885年（明治18年）に公立河俣小学校の分校として創立。2010年（平成22年）3月末をもって閉校し、河俣小学校本校に統合され、125年の歴史に幕を閉じた。
校章・校歌
八代市立河俣小学校#概要を参照。
通学区域
中学校区は八代市立東陽中学校。

## 沿革
前史
- 1873年（明治6年） - 「公立河俣小学校」が創立。

本史
- 1885年（明治18年）4月 - 「公立河俣小学校坂より上分校」が創立。後に分教場となる。
- 1887年（明治20年）-「尋常河俣小学校坂より上分教場」と改称。
- 1892年（明治25年）-「河俣尋常小学校坂より上分教場」と改称。
- 1922年（大正11年） - 「河俣尋常高等小学校坂より上分教場」と改称。
- 1941年（昭和16年）4月1日 - 「河俣村河俣国民学校坂より上分校」と改称。
- 1947年（昭和22年）4月1日 - 学制改革（六・三制の実施）により、「河俣村立河俣小学校坂より上分校」と改称。
- 1955年（昭和30年）2月1日 - 2村（河俣・種山）の合併により東陽村が発足し、「東陽村立河俣小学校坂より上分校」と改称。
- 昭和50年代 - 児童数の減少により、休校[1]。
- 1984年（昭和59年）4月 - 再開[1]。
- 2005年（平成17年）8月1日 - 八代市への合併により「八代市立河俣小学校坂より上分校」（最終名）と改称。
- 2010年（平成22年）
  - 3月31日 - 八代市立河俣小学校への統合により閉校。
  - 9月5日 - 校舎お別れ式を挙行[1][2]。閉校後、木造校舎は解体され、校地は更地となっている。

## 交通アクセス
最寄りの鉄道駅
- JR九州 鹿児島本線 「有佐駅」

最寄りのバス停留所
- 八代市公共交通 乗合タクシー 「坂より上分校前」停留所

最寄りの幹線道路
- 熊本県道25号宮原五木線

## 周辺
- 坂より上公民館
- 河俣川